# Супетарска Драга
Супетарска Драга је насељено место у саставу града Раба, у Приморско-горанској жупанији, Република Хрватска.

## Историја
До територијалне реорганизације у Хрватској налазила се у саставу старе општине Раб.

## Становништво
На попису становништва 2011. године, Супетарска Драга је имала 1.099 становника.

## Попис 1991.
На попису становништва 1991. године, насељено место Супетарска Драга је имало 1.114 становника, следећег националног састава:
| Попис 1991.‍   | Попис 1991.‍  | Попис 1991.‍ | Попис 1991.‍ | Попис 1991.‍ |
| ------------- | ------------ | ----------- | ----------- | ----------- |
|               |              |             |             |             |
| Хрвати        | Хрвати       |             | 1.058       | 94,97%      |
| Словенци      | Словенци     |             | 10          | 0,89%       |
| Срби          | Срби         |             | 10          | 0,89%       |
| Југословени   | Југословени  |             | 7           | 0,62%       |
| Муслимани     | Муслимани    |             | 3           | 0,26%       |
| Црногорци     | Црногорци    |             | 2           | 0,17%       |
| Македонци     | Македонци    |             | 1           | 0,08%       |
| Немци         | Немци        |             | 1           | 0,08%       |
| остали        | остали       |             | 1           | 0,08%       |
| неопредељени  | неопредељени |             | 6           | 0,53%       |
| непознато     | непознато    |             | 15          | 1,34%       |
| укупно: 1.114 |              |             |             |             |